# Beweis (Logik)
Ein Beweis ist eine Reihe von logischen Schlussfolgerungen, die die Wahrheit eines Satzes auf als wahr Angenommenes zurückführen soll.

## Beweis im strengen Sinne
In einem strengen Sinne wird die Behauptung aus als wahr anerkannten oder angenommenen Sätzen mit Gewissheit erschlossen. In diesem Fall spricht man auch von strengen bzw. deduktiven oder progressiven Beweisen oder von apodiktischen Beweisen. Ein aus einzelnen formalen Ableitungsschritten bestehender, vollständig formalisierter Beweis in einem Kalkül wird als Ableitung bezeichnet.

## Beweis im schwachen Sinne
In einem weniger strengen Sinne folgt das Behauptete nicht mit Sicherheit, aber mit sehr großer Wahrscheinlichkeit. Zu den weniger strengen Beweisformen gehört der Beweis durch Analogie, der regressive Beweis und der induktive Beweis. In diesem Sinne ist jedes Argument ein Beweis. Diese Beweisverfahren werden in der Mathematik und der mathematischen Logik gewöhnlich nicht als Beweis anerkannt.

### Regressiver Beweis
Beim regressiven Beweis werden aus dem zu Beweisenden möglichst viele Folgerungen geschlossen. Wenn diese alle wahr sind, kann man mit großer Wahrscheinlichkeit annehmen, dass auch der zu beweisende Satz wahr ist.

### Induktiver Beweis
Bei einem induktiven Beweis wird aus einem Teil einer Gesamtheit auf die Gesamtheit geschlossen: Waren alle bisher beobachteten Raben schwarz, wird geschlossen, dass alle Raben schwarz sind.